# 鮎貝健
鮎貝 健（あゆがい けん、男性、1970年12月14日 - ）は 日本の俳優、ディスクジョッキー、ミュージシャン、声優、司会、ナレーター。カートゥーン ネットワーク プロダクションズ ジャパンプロデューサーの鮎貝義家（あゆがい よしや）は弟。

## 経歴
- 1970年12月14日 東京都にて出生。父が日本人・母がドイツ人。4人兄弟。
- 父の転勤に伴い1972年〜1980年を ニューヨーク市にて生活。
- 学習院高等科に入学。
- 1986年に留学し再びニューヨーク市にて生活。
- 学習院大学法学部に入学。音系サークル FLYING HOUSE に所属。
- 1993年 大学在学中に『MTV JAPAN』のビデオジョッキーとしてデビュー。マーク・パンサーの代わりに1週間だけ担当したはずが人気を博し、レギュラーになる。
- 1996年 J-WAVE『Rover Rock Garage』でラジオDJとして本格デビュー。
- ロックバンド「BUMP'N GRIND」を結成。ボーカルを担当。
- 元ZEPPET STOREの柳田英輝らと「TOBYAS（）」を結成。

## 職歴

### 音楽
- 映画『BLISTER!』でサウンド・トラックに楽曲を提供した。
- THE YELLOW MONKEY の曲『LOVE LOVE SHOW (English Version)』の英詞をボーカル吉井和哉と共作、織田裕二のアルバム『11Colors』の楽曲制作、hide、布袋寅泰、B'zの松本孝弘など多くの音楽家との演奏会・レコード収録など様々に共同作業している。
- MCU『A.K.A』（2007年6月20日）
  - The beginning feat. 鮎貝健

### 音楽情報・バラエティ
- ヘビメタさん（テレビ東京 毎週火曜日25:00 - 25:30）司会者
- ROCK FUJIYAMA（テレビ東京 毎週月曜日25:00 - 25:30）司会者
- Freesta!（テレビ埼玉 毎週火曜日23:00 - 23:30）司会者
- ROQ Hit（サンテレビ 毎週月曜日18:00〜18:30）司会者
- ダウンタウンのガキの使いやあらへんで!! 笑ってはいけないシリーズ（日本テレビ）
  - 絶対に笑ってはいけないスパイ24時（2010年12月31日） - ステージ進行役

### ラジオ番組
- 聴くディラン（SBSラジオ 毎週月曜日〜金曜日14:00 - 18:05） 水曜レギュラーゲスト（2017年4月 - ）
- 鮎貝健のMUSIC CROSSOVER（SBSラジオ 毎週水曜日〜金曜日18:20 - 18:45）ディスクジョッキー（2019年10月2日 - ）
- ミュージックライン （NHK-FM放送 毎週月曜日〜金曜日21:10 - 22:45）ディスクジョッキー (2009年4月 - 2012年3月)  降板後も同番組のスペシャル企画の司会として出演している。
- REAL MUSIQ （FM802 毎週金曜日19:00〜21:00）ディスクジョッキー　(〜2008年9月)

### 語り
- JAPAN COUNTDOWN（テレビ東京 毎週日曜日9:30 - 10:00）
- ジャンクSPORTS（フジテレビ 毎週日曜日20:00 - 21:00）
- 奇跡の扉 TVのチカラ（テレビ朝日 毎週月曜日20:00 - 21:00）
- LIVE BANG!（テレビ東京 毎週日曜日22:54〜23:24）
- ガツン!（テレビ大阪 毎週日曜日11:30〜12:54）
- NHK-FMステーションジングル
- ミュージックプラザ (NHK-FM)ジングル
- First RIDE 〜Surf&Sup（BSフジ）
- MTV×J:COM　洋楽EXPRESS（VJ）（J:COM：毎週月〜金曜日23:00〜23:30）
- MTV：月〜金曜日［初］8:00〜8:30、［再］（13:30〜14:00、19:00〜19:30、24:00〜24:30）
- テレビ朝日　EXシアターTV（MC）（毎月第1、第3水曜日28:21〜28:51）

など

### 俳優業
- ブリスター! フリーボーン役（2000年、須賀大観監督）
- メトロポリス（2001年、原作：手塚治虫 脚本：大友克洋 監督：りんたろう）
- けものがれ、俺らの猿と（2001年、町田康原作/須永秀明監督）
- 下妻物語（2004年、中島哲也監督）
- スピードマスター（2007年、須賀大観監督）
- ROBO☆ROCK（2007年、須賀大観監督）
- カンフーくん（2008年、小田一生監督）
- 小森生活向上クラブ（2008年、片嶋一貴監督）
- デトロイト・メタル・シティ（2008年、李闘士男監督）

### ゲーム
- リッジレーサーV(2000年、ナムコ(後のバンダイナムコゲームス))

## 趣味・特技
- 英語・ドイツ語を得意としている。
- ハードロック系に関する知識が豊富。
- 「and more!」の言い方に特徴がある。
- JAPAN COUNTDOWNのナレーターを務めるが新年最初の放送でも「あけましておめでとうございます」とは言わない。